# Russian Time
Russian Time est une écurie automobile russe, fondée par Igor Mazepa en 2013. Entre 2014 et 2018, l'écurie est gérée par Svetlana Strelnikova.

## Historique
L'écurie est fondée par l'ancien pilote russe Igor Mazepa en 2013. Russian Time accède au championnat de GP2 Series 2013 et remplace iSport International, mettant en place une coopération avec Motopark Academy. Les pilotes sont Sam Bird et Tom Dillmann et Bird fait très vite figure de favori pour le titre, remportant cinq courses. Il termine finalement vice-champion derrière Fabio Leimer et Dillmann est 10e, mais Russian Time est tout de même titrée chez les écuries dès sa première saison.

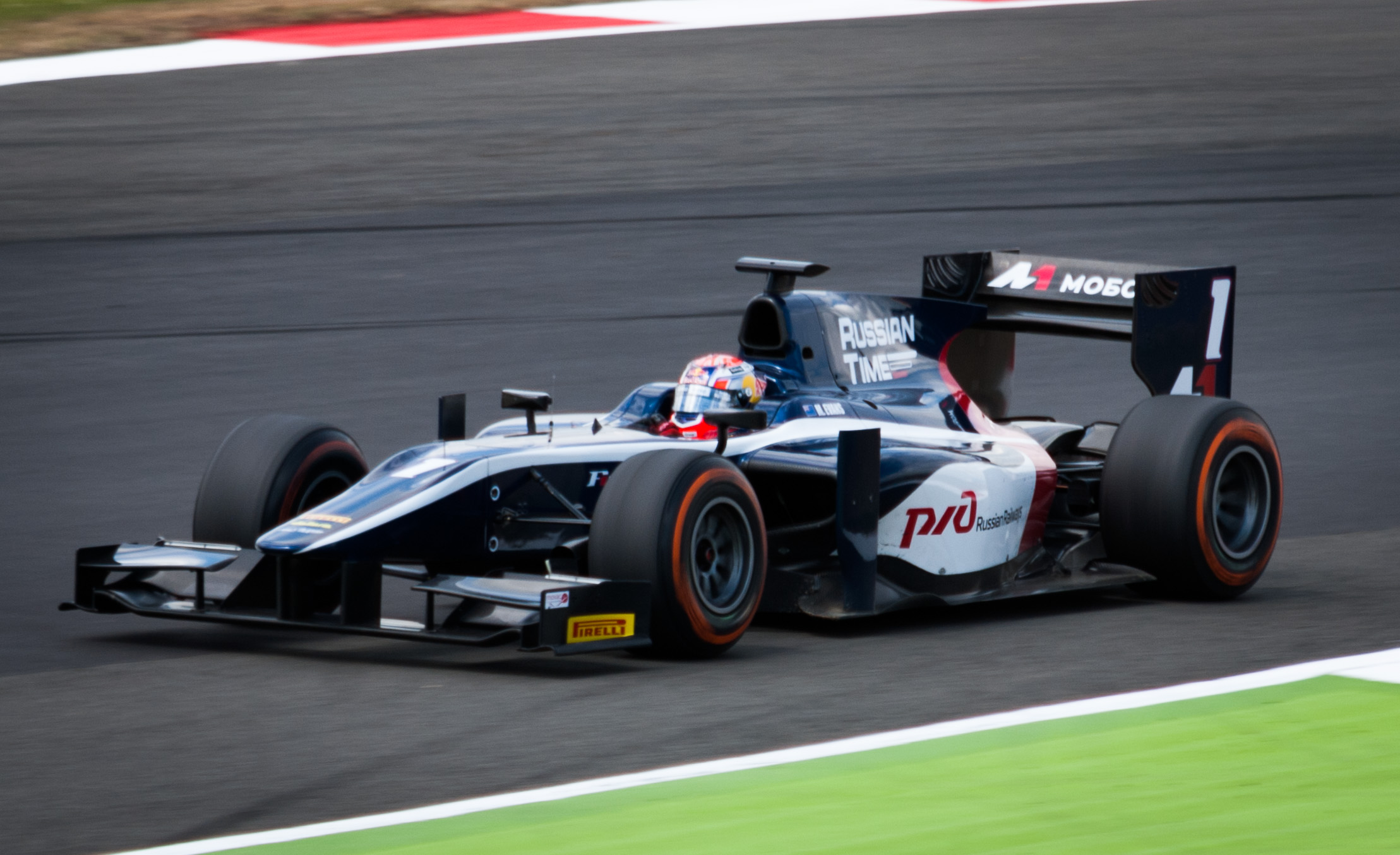
Mitch Evans en 2014 à Silverstone.

En 2014, le jeune espoir néo-zélandais Mitch Evans et le russe Artem Markelov rejoignent l'écurie, qui traverse une passe très difficile à la suite du décès brutal du fondateur Igor Mazepa et au départ de Motopark. Avec le nouveau soutien de iSport International, Evans se montre très compétitif et gagne deux courses (Silverstone et Hockenheim), éclipsant totalement Markelov. Evans marque 174 des 180 points de l'écurie, qui termine à la 5e place du championnat.
En 2015, l'écurie passe sous le giron de Virtuosi Racing et conserve son duo, chose très rare en GP2. Mitch Evans est l'un des favoris pour le titre et réalise une très bonne deuxième partie de saison, en remportant deux courses. Il termine 5e du championnat alors que Markelov, avec environ trois fois moins de points que son équipier, termine 13e. Russian Time termine une nouvelle fois 5e du championnat.

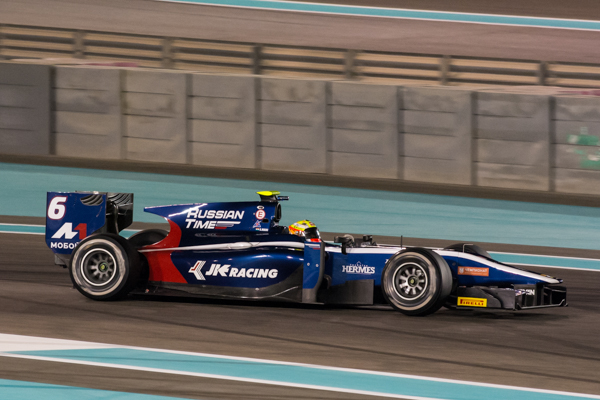
Arjun Maini durant les essais d'après saison en 2017 à Yas Marina.

Mitch Evans quitte l'écurie en 2016 et est remplacé par l'italien Raffaele Marciello. Markelov enchaîne sa troisième saison consécutive avec l'écurie et se montre plus affuté en remportant une victoire à Monaco. Marciello ne remporte aucune course mais est très régulier et termine 4e du championnat, tandis que Markelov se classe 10e. Russian Time termine 3e du classement des écuries.
En 2017, le GP2 Series devient la Formule 2 et Russian Time conserve de nouveau Artem Markelov, qui accueille Luca Ghiotto comme nouvel équipier. La saison commence de la meilleure des façons avec une victoire de Markelov lors de la course principale de Bahreïn et une deuxième place de Ghiotto lors de la course  sprint. Markelov remporte plus tard dans la saison une deuxième victoire sur le Red Bull Ring, puis une troisième à Spa-Francorchamps. Ghiotto remporte quant à lui sa première victoire avec l'écurie russe sur ses terres, à Monza. Après une lutte très serrée avec DAMS et Prema Racing, Russian Time remporte finalement le championnat par équipes. Markelov, qui s'impose une dernière fois à Abou Dabi, termine vice-champion, et Ghiotto termine 4e.

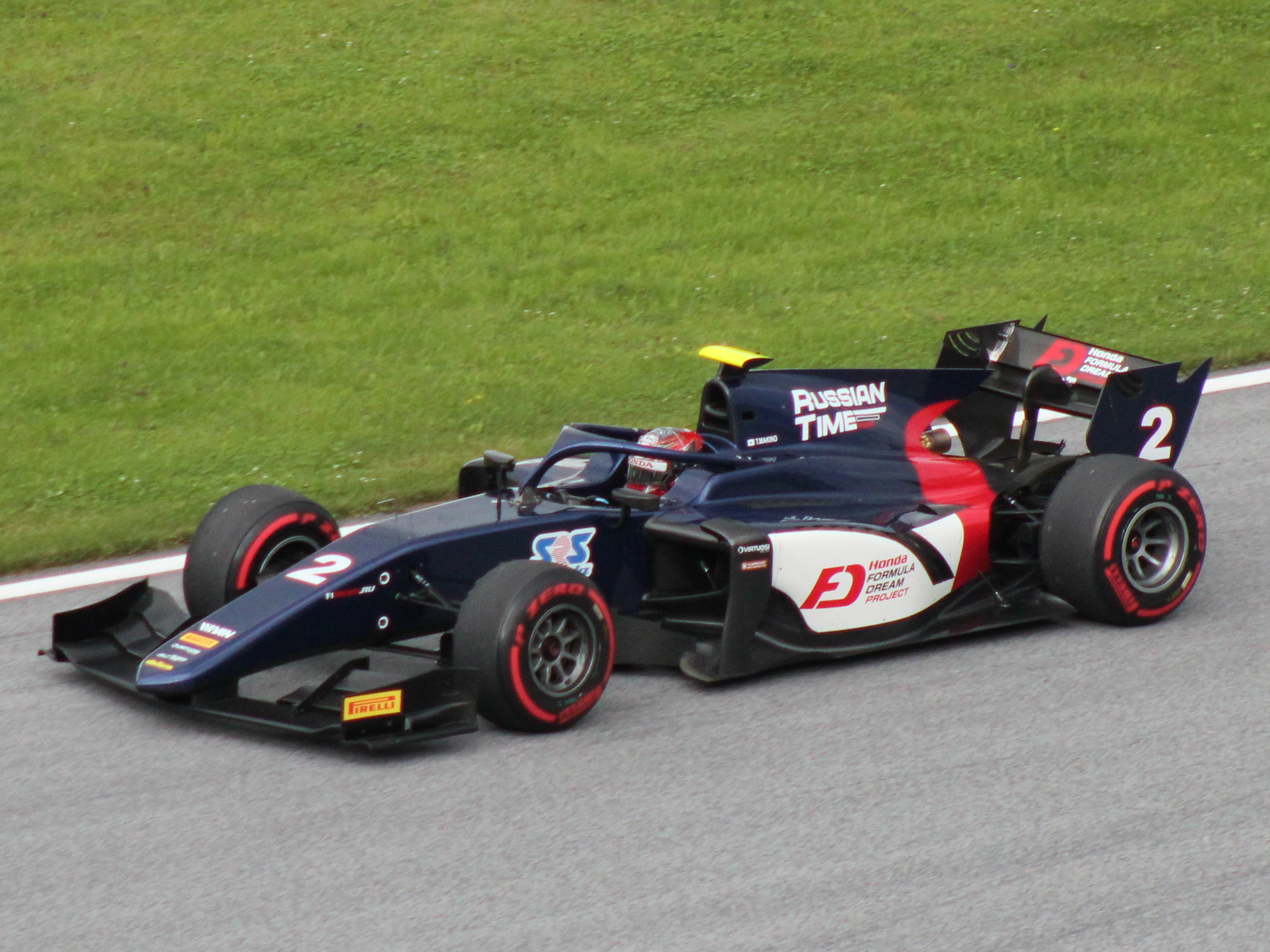
Tadasuke Makino en 2018 à Spielberg.

Un temps annoncée absente, l'écurie confirme son engagement pour la saison 2018 de Formule 2. Markelov enchaîne une cinquième année consécutive et le deuxième pilote est le débutant japonais Tadasuke Makino. Le pilote russe commence sa saison à Bahreïn par un podium et une victoire. Il s'impose également à Monaco et à Spielberg. Makino s'impose quant à lui pour la première fois à Monza, devant Markeklov pour un doublé de Russian Time. L'équipe finit la saison à la 4e place du championnat des écuries.
À la fin de l'exercice 2018, Russian Time est officiellement rachetée et remplacée par UNI-Virtuosi Racing.

## Résultats en GP2 Series
| Saison | Écurie          | Châssis | Moteur     | Pilotes                           | Courses disputées | Victoires | Pole positions | Podiums | Records du tour | Points inscrits | Classement |
| ------ | --------------- | ------- | ---------- | --------------------------------- | ----------------- | --------- | -------------- | ------- | --------------- | --------------- | ---------- |
| 2013   | Russian Time    | Dallara | Mecachrome | Sam Bird Tom Dillmann             | 22                | 5         | 3              | 8       | 5               | 273             | Champion   |
| 2014   | RT Russian Time | Dallara | Mecachrome | Mitch Evans Artem Markelov        | 22                | 2         | 0              | 6       | 1               | 180             | 5e         |
| 2015   | Russian Time    | Dallara | Mecachrome | Mitch Evans Artem Markelov        | 21                | 2         | 0              | 8       | 3               | 183             | 5e         |
| 2016   | Russian Time    | Dallara | Mecachrome | Raffaele Marciello Artem Markelov | 22                | 1         | 0              | 8       | 3               | 256             | 3e         |

## Résultats en Formule 2
| Saison | Écurie       | Châssis | Moteur     | Pilotes                        | Courses disputées | Victoires | Pole positions | Podiums | Records du tour | Points inscrits | Classement |
| ------ | ------------ | ------- | ---------- | ------------------------------ | ----------------- | --------- | -------------- | ------- | --------------- | --------------- | ---------- |
| 2017   | Russian Time | Dallara | Mecachrome | Luca Ghiotto Artem Markelov    | 22                | 6         | 0              | 14      | 7               | 395             | Champion   |
| 2018   | Russian Time | Dallara | Mecachrome | Artem Markelov Tadasuke Makino | 24                | 4         | 0              | 8       | 5               | 234             | 4e         |